# Kalyptrazetes lupitae
Kalyptrazetes lupitae är en kvalsterart som beskrevs av Sandór Mahunka och Palacios-Vargas 1996. Kalyptrazetes lupitae ingår i släktet Kalyptrazetes och familjen Microzetidae. Inga underarter finns listade i Catalogue of Life.